# Ole Kirk Christiansen
Ole Kirk Christiansen (Filskov, 7 de abril de 1891 — Dinamarca, 11 de março de 1958) foi um inventor dinamarquês, criador do sistema LEGO, um brinquedo cujo conceito se baseia em partes que se encaixam permitindo inúmeras combinações.

## Biografia

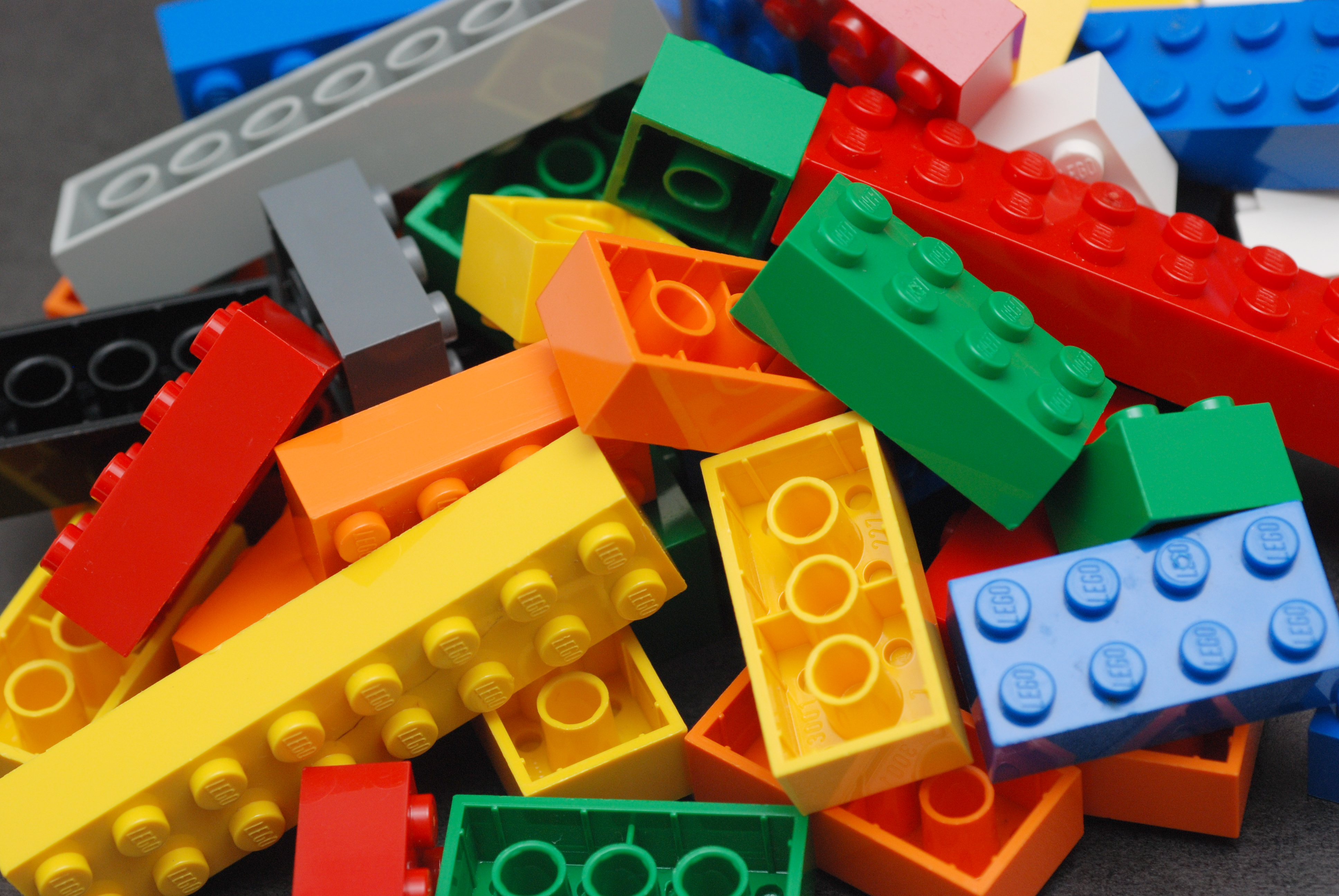
Lego

Foi o décimo-terceiro filho de uma família de agricultores na Jutlândia. Tendo aprendido o ofício de carpinteiro, em 1916 adquiriu uma pequena empresa em Billund, Hojmarken, no sul da Dinamarca, a Billund Woodworking and Carpenter's Shop.
Em 1924, teve as instalações da empresa destruídas por um incêndio iniciado em algumas tábuas de madeira estocadas. Ole Kirk construiu instalações mais amplas, alugou a maior parte do espaço e utilizou o restante como oficina. Em 1932 começou a fabricar utensílios e brinquedos de madeira, para sobreviver à Grande Depressão, constituindo a LEGO em 1934.
Ole faleceu aos 66 anos de idade, deixando o seu filho Godtfred Kirk Christiansen à frente dos negócios.

## Legado
O sucesso de longo prazo da empresa foi atribuído à determinação de Kristiansen em fazer seu negócio ter sucesso, apesar dos muitos contratempos que experimentou ao longo dos anos. Ele também é responsável por enfatizar a importância da qualidade na produção. Em particular, ele legou à empresa o lema "só o melhor é bom o suficiente". O mote surgiu de uma história sobre uma época em que a empresa ainda produzia brinquedos de madeira. Quando o filho de Kristiansen, Godtfred, se gabou de usar duas camadas de verniz em um lote de patos de madeira em vez de três para economizar dinheiro, seu pai reagiu forçando-o a refazer os patos e corrigir seu erro. Godtfred, que mais tarde se tornou o principal executivo da empresa, gravou as palavras "Det bedste er ikke for godt" / "O melhor não é muito bom" em uma placa na sede de Billund do Grupo Lego.